# Искусство Кавказской Албании

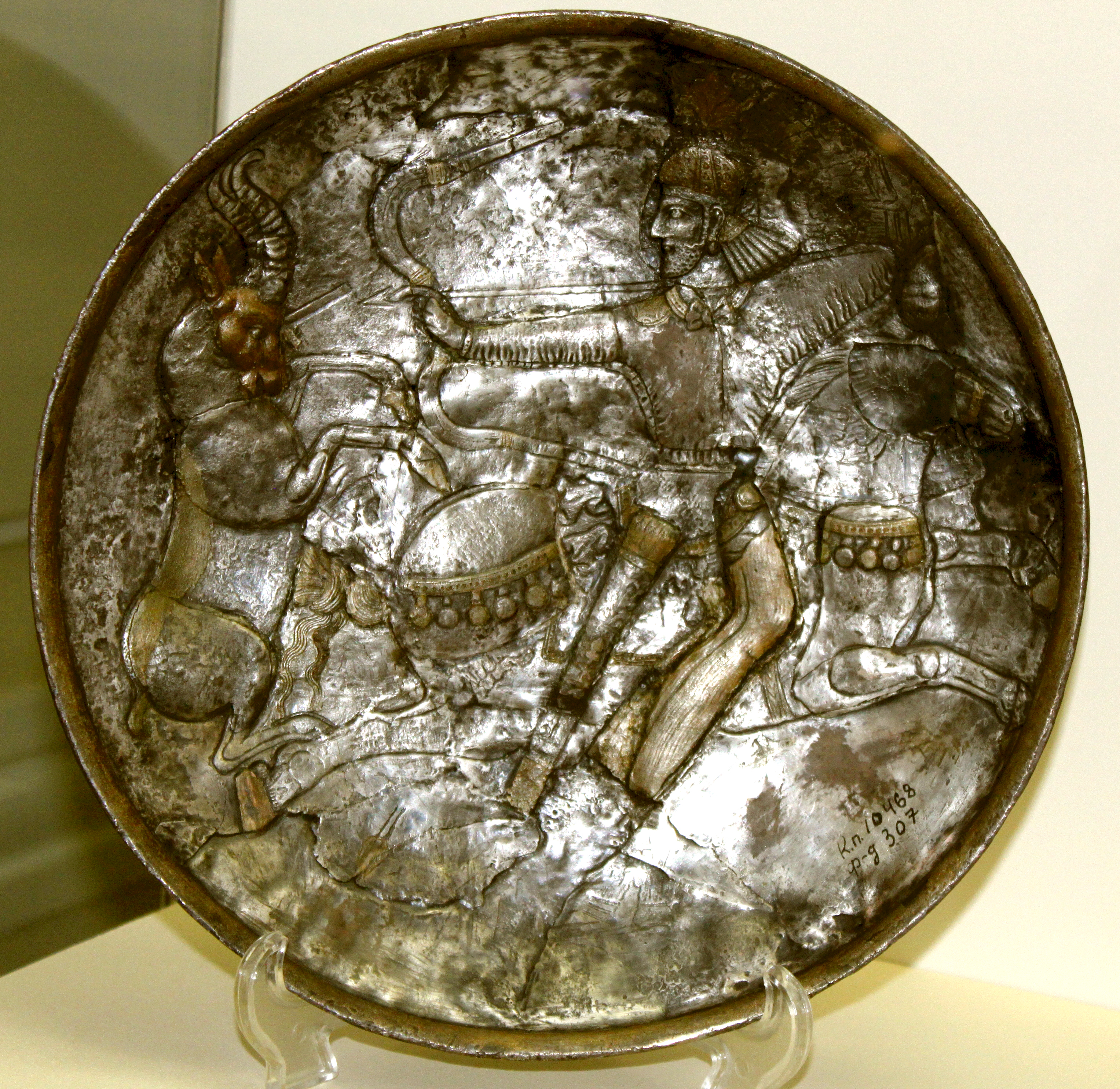
Медное блюдо из городища Хыныслы (близ Шемахи), памятнике древней Кавказской Албании. Музей истории Азербайджана.

Иску́сство Кавка́зской Алба́нии — историко-региональный тип искусства, относящийся к направлению Древнего Востока.
Восстановлению картины развития искусства Кавказской Албании способствует изучение археологического материала. Периодом расцвета культуры Албании рассматривается время со II—I вв. до н. э. и до III в. н. э, период сложения албанского государства. Если художественную сущность и характер искусства Кавказской Албании более раннего периода (IV в. до н. э. — I в. н. э.) определяли древнейшие религиозные мировоззрения, то начиная с первых веков новой эры, они, постепенно ослабевая, уступили место прогрессивным идеям, связанным с зарождением и развитием феодализма. Экономическое развитие и географическое положение же Албании обусловливали специфический характер развития её культуры.

## История изучения искусства Албании

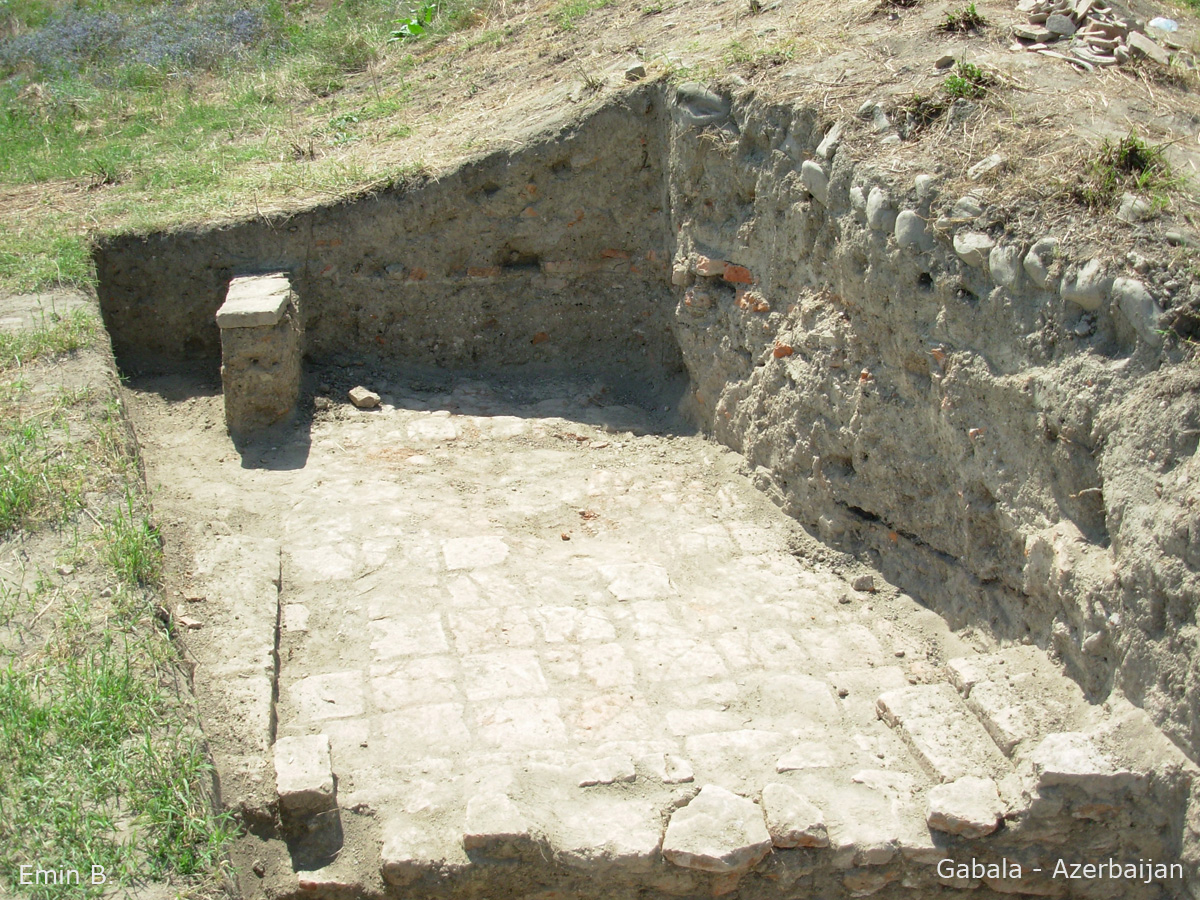
Место археологических раскопок Кабалы — древней столицы Албании. Габалинский район Азербайджана.

В 1926 году Д. М. Шарифовым было проведено археологическое обследование местности Ялойлутепе Нухинского уезда, где им были открыты погребения со своеобразной по форме и декоровке керамикой (в Габалинском районе Азербайджана). Эти раскопки явились началом дальнейшего выявления погребений ялойлутепинского типа в разных районах Азербайджана, а также в восточной Грузии. В том же 1926 году Д. Шарифовым совместно с И. М. Джафарзаде, К. А. Клементьевым и Р. Эфендиевым было произведено обследование крепости Кабалы, в результате которого Д. Шарифовым было издано описание археологического состояния первой столицы Албанского государства.
Большую работу по раскопкам и изучению кувшинных погребений в Мингечауре (северо-восточный Азербайджан) и в ряде других районов проводила Т. И. Голубкина, которой был рассмотрен вопрос о зооморфной керамике из Мингечаура, о метках на керамике, и об отдельных находках. В раскопках Мингечаура и в изучении его памятников разновременно принимали участие Е. А. Пахомов, Н. В. Минкевич-Мустафаева, Р. М. Ваидов и В. П. Фоменко, Г. М. Асланов и К. М. Ахмедов. Памятники материальной культуры Албании нашли многостороннего исследователя в лице Е. А. Пахомова, ценные труды которого по нумизматике Кавказа пользуются большой известностью; монетным кладам, обнаруженным на территории Азербайджана, посвящены шесть выпусков. Кувшинные погребения в Мингечауре и других районах, оборонительные стены времен Сасанидов на территории Албании, римская надпись в Беюк-Даше (Гобустан), албанские резные камни (печати) тоже были отмечены Е. А. Пахомовым. Г. И. Ионе принадлежит ряд статей, посвящённых интересным гончарным обжигательным печам, обнаруженным в Мингечауре, а также вопросам датировки кувшинных и грунтовых погребений и своеобразным сосудам в виде сапог, находимым в ранних погребениях Мингечаура. Ряд работ 3. И. Ямпольского посвящён отдельным памятникам — как обнаруженной в 1948 году в Азербайджане первой латинской надписи, так и найденной в Шемахинском районе каменной статуе, а также и другим вопросам.
Считается, что первой попыткой археологического исследования и обобщения памятников материальной культуры Кавказской Албании была опубликованная в 1956 году работа О. Ш. Исмизаде «Ялойлутепинская культура». После неё появился ряд исследований, посвящённых археологической культуре Кавказской Албании. Следует отметить и крупное монографическое исследование археологов Мингечаура Г. М. Асланова, Р. М. Ваидова и Г. И. Ионе, в котором рассмотрен огромный раскопочный материал эпохи энеолита и бронзы. В этот же период появился труд Камиллы Тревер, внесший свой вклад в дело изучения культуры Кавказской Албании.
Интересны также исследования Р. М. Ваидова и 3. И. Ямпольского, посвящённые материальной и духовной культуре Кавказской Албании. В работе Р. М. Ваидова охвачен круг вопросов материальной и духовной жизни Мингечаура на рубеже III—VIII вв., убедительно проанализированы виды хозяйства, строительства, ремесла, погребений, эпиграфические памятники древнего Мингечаура. Особенно ценен фактический материал по производству стекла, керамики и другим видам ремесел. В 1960-х годах защищён ряд диссертаций историков и археологов Азербайджанской ССР, посвящённых отдельным этапам развития культуры Кавказской Албании. В частности, можно назвать работы археологов Г. М. Асланова, И. А. Бабаева и А. Б. Нуриева, посвящённые ювелирным изделиям, глиптике и стеклу. Однако эти работы не рассматривают художественных особенностей
археологических материалов, в них не прослежено развитие художественных форм и влияние на них конкретных религиозных воззрений древних эпох, не проанализированы вопросы периодизации развития искусства Кавказской Албании и другие важные вопросы.

## Категории искусства Албании

### Серебряные предметы

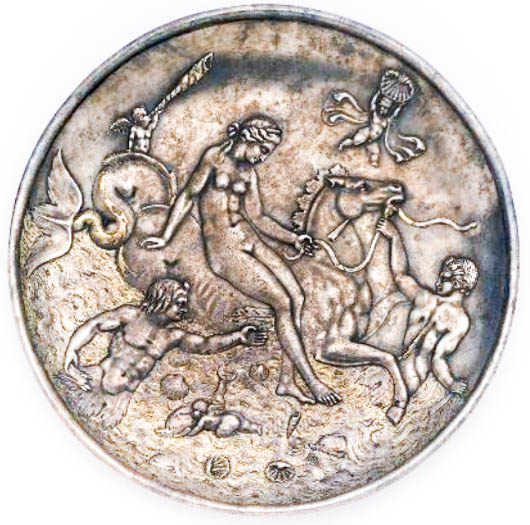
Серебряное блюдо II века, найденное близ села Еникенд (Геокчайский район Азербайджана) Эрмитаж.

Серебряные сосуды были обнаружены в городищке Судагылан (близ Мингечаура), в 1949—1950 гг. Убранство серебряной чаши на кольцевой ножке из Мингечаура I—IV вв. характеризуют декоративные мотивы в виде углублений. Ритмичное повторение «ложек» встречается и в украшении аналогичной серебряной чаши III в. из Торпагкалы. На дне этой чаши выгравировано изображение оленя, которого терзает крылатый лев. Аналогичны с мингечаурской древнегрузинская серебряная чаша II века из Армазисхеви и серебряная чаша II века, обнаруженная в кувшинном погребении селе Карамарьям Геокчайского района.
Уникальным памятником искусства считается античное серебряное блюдо II в. н. э., найденное в конце 1893 года недалеко от села Еникенд Лагичского участка Геокчайского уезда Бакинской губернии (в н. в. в Геокчайском районе), с рельефным изображением Нереиды, плывущей по морю на гиппокампе в окружении тритонов и эротов (Эрмитаж). Находка была сделана случайно во время копки земли в гористой местности.
В художественном убранстве серебряных чаш мастера торевтики Кавказской Албании I—VII вв. применяли форму дна, центральный мотив которого выделяется насечками вокруг него.

### Бронзовые предметы
Среди находок, относящихся к эпохе Кавказской Албании имеется немало изделий из бронзы. Бронзовые браслеты, например, украшают северокавказские зооморфные сосуды. Из кувшинных погребений Мингечаура обнаружены керамические сосуды культового характера, шейки которых опоясаны одним или двумя бронзовыми кольцами. В Мингечауре обнаружены сосуды I в. до н. э. — I в. н. э., горловины которых украшены бронзовыми и железными кольцами, имеющими апотропическое значение. В Мингечауре также раскопаны бронзовая булавка (V—VI вв.) с пластическим изображением собаки на конце и бронзовые бляшки в виде грифонов II—IV вв. Бронзовый грифон IV—VII вв. из селения Загаллы, служил, как полагают, ножкой трона. Выразительная орлиная голова, отмеченная с устремленным вперед взором, большим хищным клювом и настороженными острыми ушами, венчает мощный львиный торс. Следует также отметить декоративную бронзовую птичку селения Чардахлы.
Представление о развитии мастерства торевтиков Кавказской Албании в V—VII вв. дополняют бронзовые водолеи, курильницы и другие фигурки в форме животных и птиц, хранящиеся в Эрмитаже. Эти предметы демонстрируют влияние зооморфной керамики Кавказской Албании на её торевтику. Влияние заключается в повторении в бронзовых изделиях пластических и декоративных особенностей зооморфных керамических сосудов. Примером может служить бронзовый водолей из Южного Дагестана в виде козла VI—VII вв. Интерес представляет бронзовая курильница с фигурой торжественно одетого всадника на постаменте, украшенном рельефом и гравировкой. Предполагается, что это изображение албанского царя Джеваншира.
Интересный материал по развитию искусства чеканки металла в Албании в V—VII вв. представляют также два бронзовых блюда и бронзовый кувшин из эрмитажного собрания, приобретенные в южных аулах Дагестана. Декоративно-орнаментальные украшения бронзового блюда VI—VII вв. состоят из стилизованных цветов и веток, вкомпонованных в отдельные медальоны и концентрические круги. Вокруг центрального медальона, на круговой полосе, размещены орнаментальные медальоны, выше которых идет цепь концентрических кругов. Крайняя полоса же украшена большими медальонами. Основным орнаментальным мотивом нейтрального медальона является шесть трёхлепестковых цветов, расположенных вокруг шестиугольника.
Другое бронзовое блюдо IV—V вв. называют замечательным произведением торевтики Кавказской Албании. Скачущего всадника в шлеме, изображенного в центральном круге, сопровождает собака, которая дана в стремительном движении вперед. Взвивающийся в воздухе шарф всадника, напоминает «царские ленты», украшавшие рельефное изображение двух павлинов на камне из древнего храма V—VI вв. Мингечаура. Здесь прослеживается переплетение античных и «восточных» элементов в орнаментике и одеянии — римская одежда борющихся в медальонах и восточные костюмы танцоров под арками.
|                                                   |                                                 |
| Бронзовое блюдо VI—VII вв. из Дагестана. Эрмитаж. | Бронзовое блюдо IV—V вв. из Дагестана. Эрмитаж. |

Корпус одного бронзового кувшина VI—VII вв. из Южного Дагестана покрыт стилизованным растительным орнаментом, который оживлен применением инкрустации красной медью. Ручки бронзового кувшина украшены трёхлепестковым орнаментальным мотивом. Под носиком спереди и под ручкой сзади имеются шевроны, обогащающие своими медальонами общую орнаментацию кувшина. Также отмечается, что более сложное многолепестковое изображение священного дерева возникло на базе рассматриваемого трёхлепесткового рисунка. Такое развитие прослеживается в многолепестковом изображении священного дерева на бронзовом кувшине с носиком VI—VII вв., где верхняя основная часть композиции составлена из трёхлепесткового рисунка деревца, который в VI—VII вв. превратился в пятилепестковую пальметку. Изображение расположено под носиком на вертикальной оси сосуда, отлитого по восковой модели. Его художественная композиция создаёт равнобедренный треугольник, который гармонирует с грушевидной формой сосуда. Эстетическое впечатление усиливается инкрустацией красной меди в желтую бронзу и двумя изображениями павлинов, считающимися символом огня и солнца, которыми окружено священное дерево. Напоминая сасанидские кувшины, он отличается более тяжеловесным туловом, массивностью ручки и носика венчика. На тулово невысоким рельефом нанесены разделенные условно трактованным деревом священные птицы с ожерельями и развевающимися шарфами на шеях.

### Ювелирные изделия
Деятельность мастеров по художественной обработке металла Кавказской Албании и в создание образцов ювелирного искусства. Археологические материалы, содержащие богатые разновидности произведений ювелирного искусства, позволяют охарактеризовать это искусство как один из наиболее развитых видов искусств того периода. Хорошее представление о широком диапазоне творчества
ювелиров Кавказской Албании дают разнообразные серьги, диадемы, ожерелья, бусы, подвески, фибулы, пуговицы, застежки, браслеты, перстни, поясные пряжки, поясные наборы и др. В развитии ювелирного искусства Кавказской Албании можно выделить два периода:
IV в. до н. э. — I в. н. э. и I—VII вв. н. э. Для первого периода характерно производство таких видов ювелирного искусства, как подвески, бляшки, пуговицы, серьги, диадемы, ожерелье, браслеты и др. Второй период как по богатству художественно-пластических форм, так и по применению разнообразных технологических приёмов является более развитым. К примеру, на левом берегу Куры, в Судагылане (близ Мингечаура), в 1949—1950 гг. было открыто 22 погребения в срубах. В отчете также перечисляются ювелирные вещи из золота и серебра, золотые бусы, перстни с вставками-печатями.

#### Серьги
Серьги первого периода имеют различные геометрические формы, но почти всегда их концы выполнены в виде стилизованных змеиных головок со сквозными отверстиями, что свидетельствует о сохранении сильного влияния культовых представлений. В течение этого периода верхняя дужка сохраняла свой первоначальный круглый вид. Форма дужек почти не изменилась и во втором периоде, тогда как нижняя часть серег — привеска приобретала различные формы.
Наиболее примитивным ювелирным изделием Кавказской Албании являются лунообразные серьги, появившиеся в конце первого периода — в I в. до н. э. и широко распространившиеся во втором периоде, особенно в I—III вв.
Началом нашей эры датируются золотые серьги, найденные в 1938 году в селе Калагях Исмаиллинского района В. А. Пахомовым. Интересны серьги III—I вв. до н. э., обнаруженные в 1951 году в Ялойлутепе, с привесками, составленными из четырех отлитых зерень, расположенных пирамидально. В конструкции серьг из Мингечаура, относящихся к I в. до н. э., дужка не отделена от привески. Эти золотые серьги составлены из плоских пластинок в форме круга.

#### Ожерелья

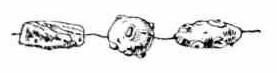
Бусы I в. до н. э. — I в. н. э. из кувшинного захоронения, раскопанного в 1948 году Г. П. Ионе в Мингечауре.

В Мингечауре найдены ожерелья V—III вв. до н. э. трех видов: с бусинами фигурной, шарообразной и цилиндрической формы. Бусины сделаны из двух спаянных пластинок низкопробного золота. Обычно ожерелье слева и справа ограничивалось тремя шарообразными бусинами и одной бусиной цилиндрической формы, которые также состояли из двух спаянных золотых пластинок. Бусины украшались способом штамповки четырьмя горизонтальными рельефными линиями. Ожерелье являлось одним из распространенных видов шейных украшений Кавказской
Албании. В Мингечауре археологом Г. М. Аслановым обнаружено ожерелье, состоящее из одиннадцати бусин из чистового золота и относящееся к II—V вв. Бусины состоят из двух частей, спаянных по горизонтальной оси изделия, имеют биконическую форму с завернутыми краями венчика. Албанскими ювелирами, кроме золотых бус, изготовлялись каменные, носившие магический характер. Каменные бусы Мингечаура цилиндрической и сферической формы, изготовленные из сердолика, сардоникса, пирита, ляпис-лазури, серпентина, обстоятельно исследованы Г. Г. Леммлейном.